# Plemyria maritima
Plemyria maritima är en fjärilsart som beskrevs av Embrik Strand 1901. Plemyria maritima ingår i släktet Plemyria och familjen mätare. Inga underarter finns listade i Catalogue of Life.